# Coccoloba persicaria
Coccoloba persicaria är en slideväxtart som beskrevs av Hugh Algernon Weddell. Coccoloba persicaria ingår i släktet Coccoloba och familjen slideväxter. Inga underarter finns listade i Catalogue of Life.